# George Cassidy
George Cassidy (7 de setembro de 1936 - 28 de maio de 2023) foi um músico de jazz e professor de música da Irlanda do Norte de Bloomfield, Belfast, Irlanda do Norte, especializado em saxofone tenor. Ele também era conhecido por ensinar leitura e notação musical ao colega músico de Belfast Van Morrison e por lhe dar aulas de saxofone. Os talentos de Cassidy se estendiam a outros instrumentos, como clarinete, sanfona e violão havaiano. Depois de sua passagem por uma banda de beat, Cassidy viajou em turnê pela Irlanda, onde tocou saxofone com The Springfields, a banda de apoio de Dusty Springfield. Ele ocupou a posição de saxofonista principal na Regal Accordion & Saxophone Band.

## História

### Início da vida e uma introdução à música
George Cassidy nasceu em 7 de setembro de 1936, na 49 Hyndford Street, Bloomfield, Belfast.  Ele morava com seu irmão mais novo, Billy Cassidy, e sua mãe, Sarah "Sadie" Cassidy, e seu pai, William Cassidy, que trabalhava como escriturário para Harland & Wolff. Cassidy frequentou a Elmgrove Elementary School de 1940 a 1952. Hyndford Street ficou conhecida pelo local onde Van Morrison também cresceu, os dois se tornaram melhores amigos. Como moravam na mesma rua, tornou-se facilmente acessível para Morrison praticar e continuar aprendendo. Isso, por sua vez, fortaleceu o vínculo entre os dois. George buscou inspiração em diversos artistas, a exemplo de Matt Monro, a quem conheceu em Belfast. Musicalmente, George Cassidy ingressou em uma Beat Band de Belfast, onde tocava saxofone. Posteriormente, ele se juntou à Regal Accordion & Saxophone Band no final dos anos 1950. O grupo era reconhecido por seu estilo singular, energia e carisma, executando uma vasta gama de gêneros, desde canções pop da época, como 'Yellow Submarine' dos Beatles, até o jazz tradicional..
George Cassidy desempenhou um papel significativo no início da carreira do músico Van Morrison. Sua amizade e colaboração tiveram um impacto profundo no desenvolvimento de Morrison como artista. Van Morrison disse mais tarde: "Aos 15 anos, eu estava tendo aulas com um cara chamado George Cassidy, que morava na mesma rua. Ele era um grande músico de jazz. Ele tinha talento." "Quando comecei a estudar saxofone tenor quando criança em Belfast, fiz isso com um cara chamado George Cassidy, que também foi uma grande inspiração."
Por ser um saxofonista tenor apaixonado, Cassidy preferiu o saxofone Henri Selmer Paris. Ele valorizava o instrumento por seu som quente, rico e expressivo, e também pela sua qualidade e durabilidade artesanais.

### Os Springfields, a Regal Band e o legado
Em 1960, Cassidy juntou-se ao The Springfields na República da Irlanda. Ele foi convidado a se juntar a eles após uma temporada em uma banda de beat show em Belfast. As apresentações de Cassidy no Plaza Ballroom, em Belfast, chamaram a atenção. Como parte do conjunto musical original deles, ele se apresentava em diversos locais, como salões de baile. No entanto, acabou voltando a Belfast devido à saudade de casa.
Cassidy se apresentou em vários eventos de caridade, comunitários, históricos e de memória por toda a Irlanda do Norte, como anualmente no Black Parade.  A banda foi considerada um dos grupos musicais mais proeminentes do país durante o final do século XX, alcançando aclamação da crítica e cultivando uma base de fãs dedicada por meio de suas performances ao vivo energéticas e forte envolvimento do público. O Regal liderou muitos desfiles, Cassidy era o saxofonista principal. Além dos instrumentos centrais - acordeão e saxofone, a banda também tinha trompetistas e, na percussão - caixa, pratos clash e bumbo. Cassidy com o Regal se apresentou várias vezes na The Grand Opera House, abrindo para Donald Peers e Nancy Whiskey. O evento esgotado os levou a retornar para uma grande apresentação.
A banda pegou músicas fora das canções tradicionais tocadas no século XX na Irlanda do Norte, como When the Saints go marching in, Hokey Cokey e Lily of Laguna. Essas apresentações os tornaram muito populares em áreas ao redor de Belfast, Lisburn, Carrickfergus e Derry. Eles se apresentaram em vários eventos comunitários e sociais, em novembro de 1987, eles se apresentaram para apoiar a BBC Children in Need '.
Em setembro de 1970, George Magill, maestro da The Regal Band, organizou sua apresentação em relação ao concurso de bandas do campeonato, na eliminatória da Taça dos Vencedores das Taças da UEFA entre o Linfield FC e o Manchester City. Sendo um marco nos eventos do dia da memória, a Regal Band liderou no Dia da Memória, 11 de novembro de 1972, durante a cerimônia de colocação de coroas de flores e o toque de "The Last Post".
Em agosto de 1985, a The Regal Band apresentou seus recitais no concurso de bandas Donaghadee Young Defenders, durante a Semana de Festivais da cidade, exibindo seu "maravilhoso estilo musical - um som maravilhoso de uma infinidade de instrumentos diferentes". Após o concurso, a The Regal recebeu o prêmio, em meio aos aplausos do público e de outras bandas participantes.
Van Morrison escreveria canções sobre sua época de crescimento em Bloomfield e descreveria seu tempo tocando saxofone com Cassidy, como em sua canção de 1982 "Cleaning Windows"

## Vida pessoal

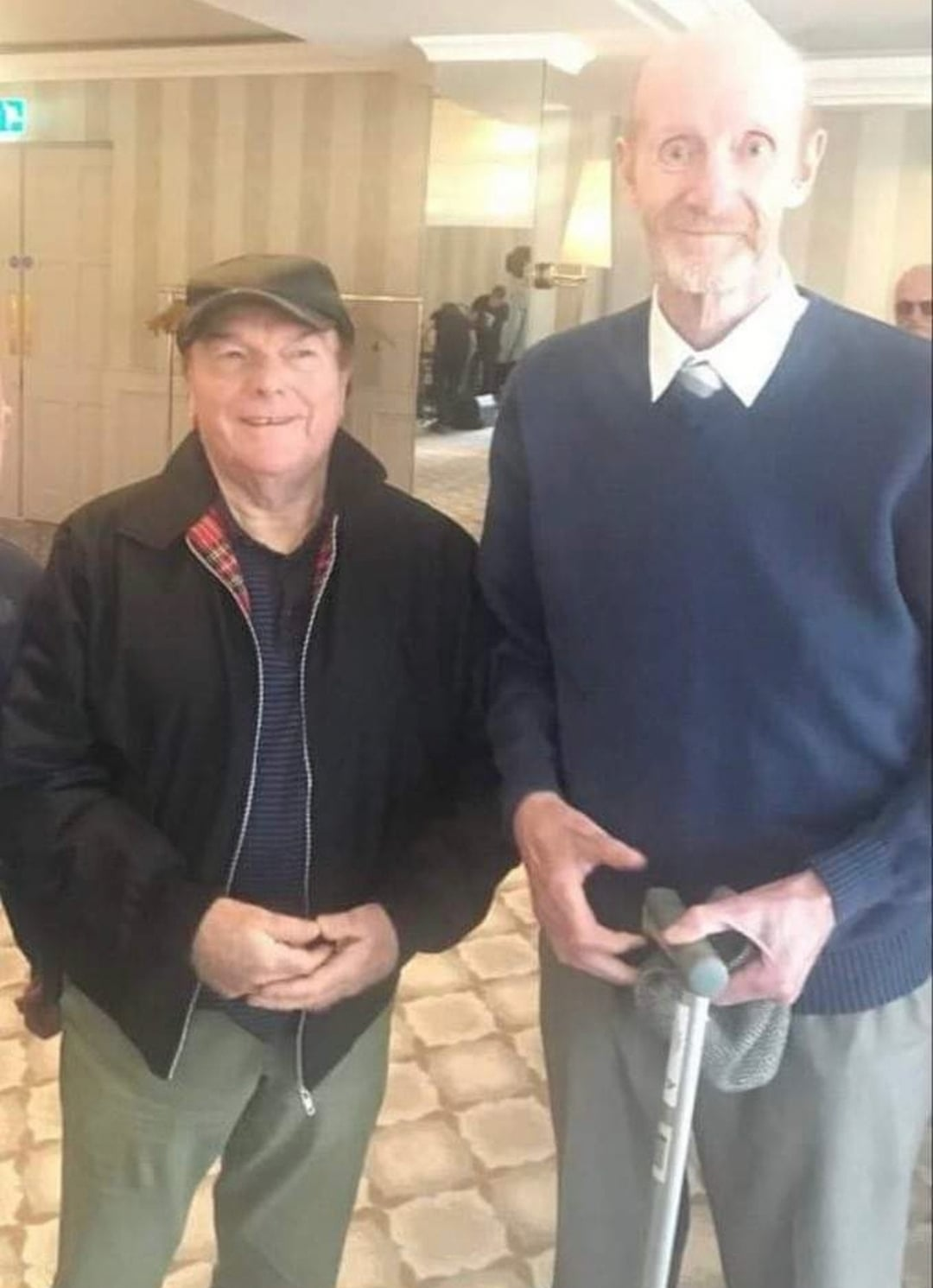
Van Morrison e George Cassidy, aniversário de Van Morrison, agosto de 2020.

George Cassidy cresceu na Hyndford Street, ele tinha um irmão, William. Ele se casou com sua esposa, Joan McCommiskey, e se mudou para Dundonald, e teve filhos. Eles viveram brevemente em Ballybeen antes de comprar uma casa em Ardcarn. George Cassidy trabalhou para John Kelly Limited em Queen's Quay, Belfast. Cassidy gostava de corridas de cavalos e frequentava o Canberra Bar, Monico e The Raven Social Club. Ele era um apoiador do Partido Unionista Progressista e se tornou amigo de David Ervine, que frequentava o mesmo clube de membros. Suas bebidas favoritas eram Guinness e rum demerara.
O avô de George Cassidy, William John Cassidy, era um aparador no RMS Titanic, antes de desembarcar em Southampton
Cassidy era maçom e membro do Unite the Union. Antes do Unite, Cassidy era membro do Sindicato dos Trabalhadores em Transporte e em Geral e lutou para manter a Kingsberry Coal aberta em Belfast.
Cassidy morreu em 28 de maio de 2023, no Hospital Ulster, devido a complicações de pneumonia por Covid Sua música favorita "If I Never Sing Another Song" foi tocada em seu funeral, em 7 de junho. Ele está enterrado no Cemitério Roselawn.